# Edwin B. Place
Edwin Bray Place (La Harpe, Illinois, 20 de agosto de 1891 - Alameda, California, 27 de febrero de 1987), hispanista estadounidense.

## Vida
Era hijo de John B. Place, nacido en 1862, comerciante de Illinois, y de su esposa Anna. La familia se trasladó a vivir a Boulder (Colorado). Edwin tuvo un hermano, asistió a la Universidad de Colorado de 1913 a 1916 y se doctoró en Filología en la Universidad de Harvard (1919), donde enseñó francés. Luego fue profesor del departamento de lenguas románicas de la Universidad de Colorado en Boulder.
Se dedicó a estudiar en especial la narrativa menor del Siglo de Oro y algunos aspectos de la baja Edad Media. En 1923 publicó su primer libro, sobre la novelista María de Zayas; en 1924, en colaboración con C. C. Ayer, el volumen Un viaje por España. En su Manual elemental de novelística española. Bosquejo histórico de la novela corta y el cuento durante el siglo de oro con tablas cronológico-descriptivas de la novelística desde los orígenes hasta 1700 (Madrid: Biblioteca Española de Divulgación Científica Victoriano Suárez, 1926), cuestiona por vez primera la presunta vinculación total de la novela cortesana o narrativa corta española a la italiana, ya que ésta se desenvuelve como género distinto mientras que en España se desarrolla con interferencias didácticas, satíricas, pastoriles y picarescas. En 1927 imprimió una edición de Casa del placer honesto de Alonso Jerónimo de Salas Barbadillo (Boulder: University of Colorado Press, 1927). 
Su labor culminó, tras una serie de artículos preparatorios, en la edición del Amadís de Gaula (Zaragoza, 1508) que inicia en 1959 y concluye en 1969 (Madrid: CSIC, cuatro vols.; hubo una reedición aumentada en 1971). También publicó una edición crítica y traducción al inglés del Processo de cartas de amores de Juan de Segura (Evanston, 1950) y una Gramática española contemporánea, con antecedentes hispanoamericanos (1943) y tradujo junto con Herbert C. Behm los cuatro libros del Amadís de Gaula en dos vols. (Lexington: University of Kentucky Press, 1974 y 1975; se reimprimió en 2009). Falleció ya de avanzada edad en 1987 en California, y está enterrado en Boulder. Donó parte de su archivo a la Universidad de Colorado en Boulder.